# CDショップ

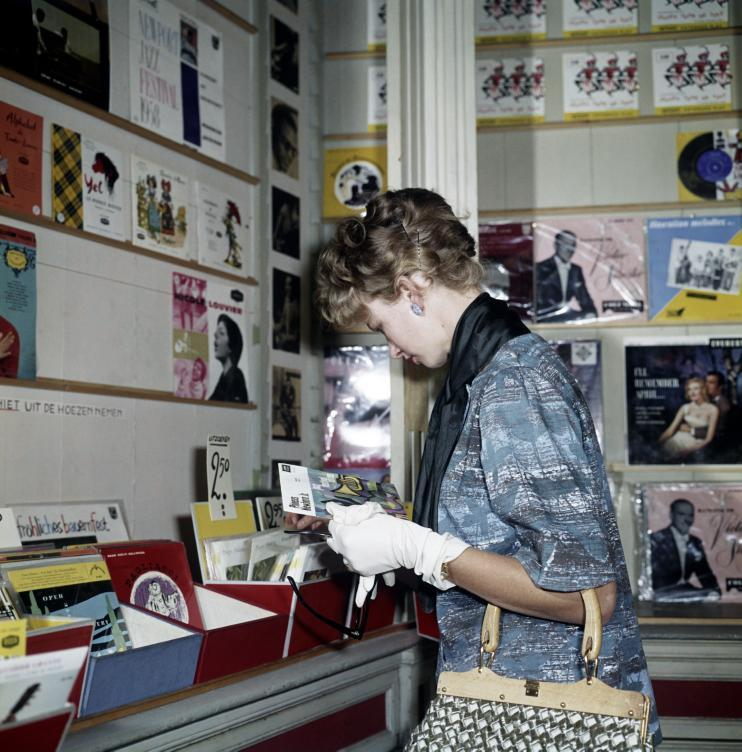
1962年のオランダ、ハーグのレコード店の店内とお客

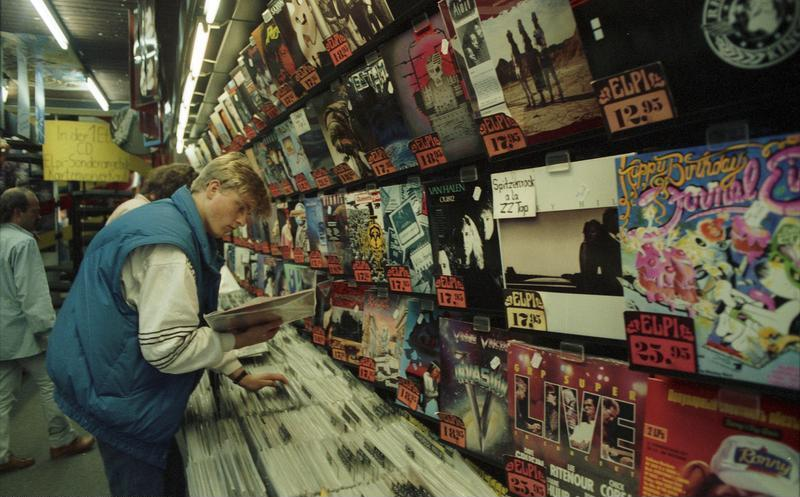
1988年の、ドイツ、ボン市内中心部、シュテルン通りのレコード店

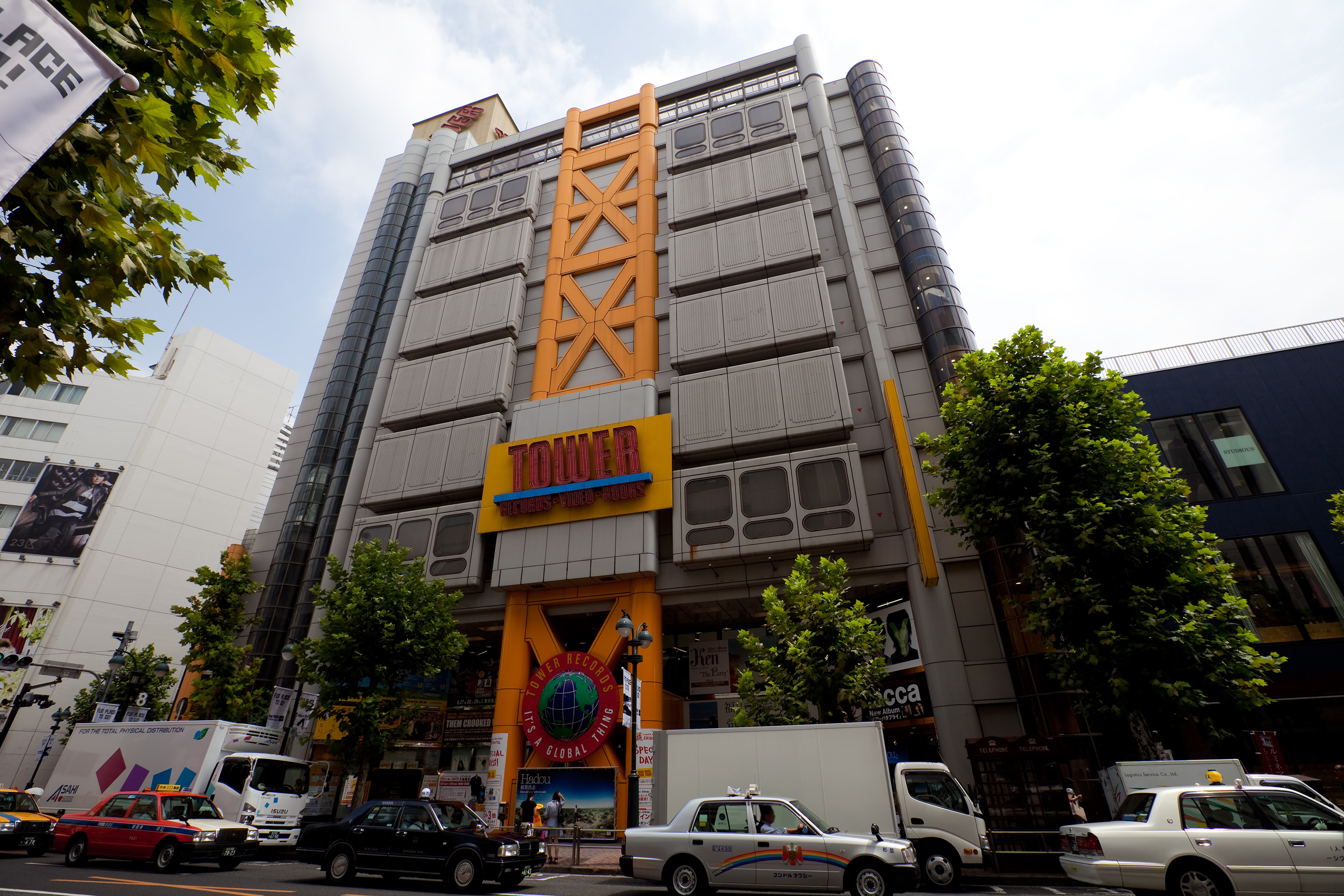
2010年の日本・渋谷のCDショップ（タワーレコード渋谷店）

CDショップ（英語: CD shop）とは、CD・DVD・BD・カセットテープ・レコードなどを販売する店のこと。1980年代まではレコード店（英: record shop）と呼ぶのが一般的であり、現在でもそう呼ぶこともある。

## 歴史
レコード店の歴史
レコード店の始まりについては若干論争がある。
イギリスウェールズカーディフで1894年に設立されたスピラーズ・レコーズ（en:Spillers Records）が「世界で一番古いレコード店」と言われることもある。この店は最初、蓄音器やシリンダーやシェラック・ディスクに特化して販売を行っていた。
だが、マルタのヴァネッタで設立されたダマト・レコーズ（D'Amato Records）も「世界で一番古いレコード店」と言われることがあり、この店は1885年に設立されたと推定されている。
CDの発明とレコード店のCDショップ化への歴史
中古レコード店、中古CD店の歴史

## CDショップの分類
CDショップは大きく分けると、新作CDショップ（さらにチェーン店と個人経営の店に分けることもできる）と中古CDショップに分けることができるが、両者の中間的な店もある。さらに、特定の分野に強い店やインターネットでの通信販売専門店については、これらとは別に分けることもある。その他に、レンタルCDショップをCDショップに含めることもある。日本の場合、再販制度の影響で国内盤の価格は日本全国一律であり、それにより小規模店舗も存続ができたといわれている。
及川大樹は、宮城県仙台市を例にとって、CDやレコード等を販売する音楽ソフト小売店の類型を試みた。及川は市内の全81店舗のうち76店舗に聞き取り調査を実施、日本国内から国外の輸入品まで幅広く手掛け、売場面積600m2以上の「メガストア型」、特定ジャンルに特化した専門店な品揃えを行う「特化型」、百貨店や総合スーパーなどの大規模小売店舗にテナントとして入店する「大規模店テナント型」、大規模店以外にテナントとして入居する、あるいは書籍・ゲームソフトなどを同時に販売する「複合型」、独立した路面店を有する「既存型」の5つに分類した。「メガストア型」と「特化型」は都心に立地し、広範囲の商圏をもつ買回り品として音楽ソフトを販売する一方、「複合型」はロードサイド型の立地を志向し、最寄り品として音楽ソフトを販売する傾向がある。「大規模店テナント型」と「既存型」には独自の立地傾向が見られず、商圏に依存する。

## 近況
日本では、音楽ソフト市場の縮小やインターネットによる音楽配信の普及および店主の高齢化によりCDショップの経営が厳しくなり、閉店が相次いでいる。日本レコード商業組合加盟店舗数は1992年（平成4年）の約3200店をピークに、2010年には約700店まで減少した。特に2010年8月22日のHMV渋谷店の閉店はCDショップ退潮の象徴的な出来事であった。後に、これに加え2019年新型コロナウイルス感染症の世界的流行の影響が追い打ちをかけている。
STARTO ENTERTAINMENT所属タレント・アーティストについては、2023年12月8日の社名が決定するまでの間に、前身の「ジャニーズ」又は「ジャニーズ事務所」と表記されていたコーナー名やPOPについては、「J-POP」「男性アイドル」「アイドル」「SMILE-UP.」等に差し替えていた。